# 라이트닝 맥퀸

라이트닝 맥퀸(영어: Lightning McQueen)는 디즈니 픽사 영화 「카」 시리즈에 등장하는 가상의 인물이다.

## 작중 행적

### 카
영화 시작과 함께 트레일러 안에서 독백을 하며 레이스를 준비하는 모습으로 나온다. 이후, 시즌 최종전인 다이노코 400에 참가하여 레이싱을 하는데, 승점이 스트립 웨더스와 칙 힉스와 동률인 상태라서 그 경주에서 이기는 차가 우승하는 상황이었다. 루키인 맥퀸은 우승에 눈이 멀어 상대 차들이 모두 피트인을 할 때 시간을 절약하기 위해 그냥 지나쳐 버리거나, 연료만 넣고 타이어는 갈지 않고 그대로 경주를 강행하는 모습을 보인다. 하지만 마지막 바퀴에서 양 뒤 타이어가 모두 강행군을 이기지 못하고 터져버리며 다 잡았던 승리를 놓치고, 결국 웨더스와 힉스와 동시에 골인했다고 판단이 되어 캘리포니아에서 재경기를 하게 된다.
그 직후 실망해서 드라이버인 트레일러 맥과 함께 캘리포니아로 향하는데, 일찍 도착하여 칙 힉스와의 신경전에서 이기려고 맥에게 잠도 포기하라고 하며 야간운전을 하게 만든다. 맥의 졸음운전과 도로에서 만난 폭주족 4대의 행패에 맞물려 결국 맥퀸은 트레일러 밖으로 떨어지게 되고, 자고 있어서 당연히 자신의 위치를 모른 채 맥만 애타게 부르며 고속도로를 달린다. 마침내 맥으로 보이는 한 트럭이 고속도로를 빠져나가는 것을 보곤 온 힘을 다해 쫓아가지만 정작 그 트럭은 맥이 아니었고, 맥퀸은 홀로 한 국도에 남겨지게 된다. 고속도로를 다시 찾아 떠나지만 길을 잘못 들어 66번 국도로 빠지고, 레디에이터 스프링스의 보안관이 총을 쏘며 자신을 쫓아오고 있다고 착각하여 도망치다가 마을 도로를 쑥대밭으로 만들어버린다. 우여곡절 끝에 전신주에 매달려 기절하고는 다음날 족쇄가 채인 채 깨어나고, 마을 회관에서 재판을 받게 된다. 재판장인 닥 허드슨이 온갖 욕을 하며 들어오자 맥퀸은 상당히 쫄지만, 막상 허드슨이 자신의 몰골을 보고 그냥 마을에서 쫓아내기로만 하기로 판결하여 횡재한 듯 좋아한다. 이대로 끝…이 날 뻔 했지만 그 직후 샐리가 들어오며 맥퀸이 헤집어놓은 도로를 모두 수리하고 떠나야 한다고 마을 주민들을 구슬리자, 허드슨도 어쩔 수 없이 이를 받아들인다. 풀려나기 직전에 다시 붙잡힌 맥퀸은 샐리에게 은근히 던지던 추파를 포기하고 도로 포장을 최대한 빨리 해결하려고 한다.
닥 허드슨의 지휘 하에 맥퀸은 결국 울며 겨자 먹기로 도로 포장을 시작한다. 이 와중에도 자신의 페인트칠과 스티커에만 신경쓰고 대충대충 했는데, 라디오로 칙 힉스가 캘리포니아에 도착했다는 소식을 듣고 다급해진 나머지 그냥 완전히 도로를 또 망쳐놓고 자기 끝났다며 보내달라고 한다. 당연히 허드슨한테는 씨알도 안 먹히고 다시 하라는 소리만 듣는다. 이에 맥퀸은 자신은 불도저가 아니라 레이스카라고 항변하는데, 허드슨은 이에 자신과 1대1 경주를 제안한다. 경악하는 마을 주민들과 달리 맥퀸은 옳다구나하고 떡밥을 덥썩 물고, 결국 둘이서 경주를 하게 된다.
경주가 시작되자, 맥퀸은 쏜살같이 달려나가는데, 하필이면 코스가 비포장도로라서 커브를 제대로 돌지 못하고 선인장 밭에 처박히는 굴욕을 당한다. 덕분에 허드슨의 비웃음과 메이터의 놀림만 잔뜩 받고 다시 도로 수리에 나선다. 그리고 밤을 새워 도로의 반 정도를 꽤 괜찮게 포장하여 주민들에게 찬사를 듣는다. 심지어 샐리와 허드슨 본인마저 괜찮다고 칭찬을 하며 새 도로를 신나게 달려보는 와중에, 아스팔트가 떨어져 작업을 중단해야 했던 맥퀸은 홀로 트랙으로 돌아가 보안관의 감시 하에 비포장 커브를 연습하는 중이었다. 허드슨은 계속 연습하는 맥퀸에게 충고를 주려고 하지만, 허드슨을 단지 구닥다리 자동차로만 여긴 맥퀸은 이를 쿨하게 씹고 다시 연습에 매진한다.
아스팔트를 다시 채우고 도로 포장에 매진하던 중, 맥퀸은 마을 주민들이 자신에게 호감을 가지기 시작한 것을 확인한다. 루이지와 귀도가 타이어를 새로 갈아주겠다며 오퍼를 넣는가 하면, 소방차 레드는 맥퀸에 몸에 덕지덕지 붙은 선인장 조각을 물로 씻어내주고, 샐리는 밤에 자신이 운영하는 모텔에서 재워주겠다고까지 한다. 근데 모텔 오퍼는 들어보면 은근...흠 게다가 메이터는 맥퀸을 밤에 들판으로 불러내 트랙터들을 놀리는 장난을 같이 한다. 시끄럽게 놀다가 깨어난 콤바인 '프랭크'에게 당할 위기에 처하기도 하지만, 어쨌든 둘이서 스릴 넘치는 하룻밤을 보낸다. 다 놀고 돌아오는 길에 메이터는 맥퀸과 말장난을 하며 맥퀸이 샐리를 은근히 좋아하는 것도 알아내고, 맥퀸이 마지막 경주에서 우승하면 받는 혜택을 같이 나누겠다는 약속까지 받아낸다. 메이터와 헤어지고 맥퀸은 모텔에 들어가 샐리와 대화를 나누는데, 샐리는 메이터에게 그 약속은 상당히 중요한 거라며 꼭 지켜달라고 당부한다. 맥퀸은 이에 샐리에게 재워줘서 고맙다고 인사를 하고 잠을 청한다.
느닷없이 밤에 악몽을 꾸고 황급히 일어나 연료를 받기 위해 보안관을 찾아간 맥퀸은 기다리라는 허드슨의 답변에 삐져서 돌아가다가 우연히 허드슨의 개인 창고에 들어가게 된다. 여기서 충격적인 사실을 알아내는데, 닥 허드슨은 단순히 마을 이장이 아니라 무려 피스톤 컵 3회 우승에 빛나는 베테랑 경주용 차였던 것이다! 맥퀸은 허드슨에게 자신을 가르쳐달라고 조르지만, 허드슨은 저 트로피들은 그냥 빈 컵일 뿐이라며 맥퀸을 쫓아낸다.
맥퀸은 이에 마을 주유소로 가서 주민들에게 닥의 실체를 알리지만, 돌아오는 건 의심과 비웃음 뿐이었다. 아침부터 아무도 자기 말을 듣지 않아 제대로 기분이 상한 맥퀸에게 샐리가 다가와 드라이브를 청한다. 맥퀸은 살짝 고민하지만 수락하며, 레디에이터 스프링스 주변의 아름다운 자연을 벗삼아 신나게 달린다. 달리고 달린 끝에 레디에이터 스프링스의 오래된 숙소인 휠 웰 모텔에 도착하는데, 여기서 샐리에게 마을의 역사에 대해 듣게 된다. 사실 레디에이터 스프링스는 고속도로가 개통되기 전에 유명한 관광 명소였고, 천천히 도로를 오가는 여행객들에게 인간미 넘치는 쉼터였던 것. 샐리 본인도 캘리포니아에서 변호사 생활을 하다가 대도시 삶에 질려 무작정 달리다 이 마을에 정착하게 된 것이라고 했다. 문제는 고속도로가 개통되고 나서 국도를 타고 오는 여행객들이 사라졌으며, 결국 레디에이터 스프링스는 모두에게 잊혀진 외딴 마을이 되어버린 것.
맥퀸은 드라이브 끝에 우연히 레이스 트랙에 서 있는 허드슨을 보고, 곧이어 펼쳐진 그의 레이싱 실력에 감탄을 금치 못한다. 허드슨을 추궁한 끝에 맥퀸은 왜 이런 실력을 가졌는데 레이싱을 멀리했냐고 묻지만, 허드슨은 이에 자신은 밀려난 거라며 자기의 커리어를 끝장낸 사고를 맥퀸에게 알려준다. 사고에서 회복되어 다시 달릴수 있었음에도 주위에선 선수로서의 경력이 끝났다고 생각해 더 이상 그를 스카웃하지 않았고 그 당시 크게 상처를 받아 레이싱 세계를 영원히 떠나버린 것이었다.
다음날 도로 포장이 끝났음에도 맥퀸은 마을을 떠나지 않고, 주민들의 가게에 들러 필요한 물건들을 사며 주변 상권을 도와주고, 네온사인까지 고치며 마을이 오붓한 밤을 보내게 해준다. 이에 감동받은 샐리는 맥퀸에게 연신 고맙다고 인사를 하지만, 분위기를 잡기 전에 갑자기 기자들이 마을에 들이닥쳐 맥퀸을 찾았다고 보도한다. 결국 맥퀸은 제대로 주민들과 인사를 하기 전에 맥과 함께 결전의 땅 캘리포니아로 향한다.
캘리포니아에서도 계속 레디에이터 스프링스에 머물던 때에 물들어 경주에 집중을 못하던 맥퀸은 스트립 웨더스와 칙 힉스에 무려 한 바퀴나 뒤쳐진 채로 부진을 면치 못한다. 하지만 갑자기 헤드셋으로 닥 허드슨의 목소리가 들려와 자신의 피트를 보는데, 마을 주민들이 응원 겸 피트 크루로 와있다는 걸 깨닫고 기분이 좋아진다. 맥퀸은 이어 주민들의 성원을 등에 업고, 친구들에게 배운 기술들을 마음껏 써먹으며 순위를 차츰 끌어올린다. 마지막에는 중심을 잃고 트랙을 벗어나 순위권에서 벗어날 위기에 처하지만, 허드슨의 드리프트를그대로 이용하여 마지막 바퀴에 단숨에 선두로 치고 올라선다. 결국 맥퀸의 우승으로 경주가 마무리되려는 찰나, 칙이 뒤쳐지기 싫다며 최후의 발악으로 웨더스를 필드 밖으로 밀어내며, 웨더스는 중심을 잃고 반파되는 큰 사고를 당하고 만다. 맥퀸은 이 모습을 보고 결승선을 통과하기 직전에 급정거를 하고, 쓰러진 웨더스에게 가서 그를 밀어준다. 웨더스는 피스톤 컵을 포기했는데 괜찮냐고 묻지만, 맥퀸은 허드슨의 말을 인용하여 "그냥 빈 컵일 뿐이다"라고 쿨하게 말하고 웨더스와 함께 당당히 결승선을 통과한다.
우승은 놓쳤지만 맥퀸의 스포츠맨십에 모두가 감동했으며, 허드슨은 그에게 "우승은 못했지만 많은걸 얻었다"라는 덕담을 건내준다. 다이노코의 사장인 텍스는 이 행동을 높이 사서 맥퀸에게 다이노코의 새로운 스폰서십을 제안하지만, 맥퀸은 자신을 키워준 러스티즈 스폰서와 함께하겠다며 정중히 거절한다. 하지만 텍스에게 유일하게 부탁을 하나 하긴 하는데, 바로 메이터를 다이노코 헬리콥터에 태워주는 약속이었다.
경주가 끝나고 맥퀸은 마을로 돌아가 샐리와 재회하고, 자신의 레이싱 본부를 레디에이터 스프링스에 차려 마을의 재기를 돕겠다고 한다. 샐리는 이를 듣고 기뻐하고, 둘이 마을을 향해 질주하는 모습을 끝으로 영화는 막을 내린다.

### 카2
2편에서도 주인공으로 나오긴 하지만 진 주인공은 메이터. 메이터에게 주인공 자리를 빼앗겼다
초반에 메이터에게 견인당하는 오티스가 피스톤 컵에서 4번 우승을 했다고 언급했고, 메이터와 만나서 신나게 놀다가 샐리와 모텔에서 데이트를 하고, TV에서 프란체스코를 발견해서 통화하며 월드 그랑프리에 참가하기로 한다. 그렇게 일본 도쿄로 떠나 파티에서 선수들과 만나 대화하고, 기자회견을 한다. 근데 기자회견 도중에 와사비를 잔뜩 먹은 메이터가 난입하여큰 망신을 당한다.
월드 그랑프리 1차전 경기. 초반에 프란체스코를 제외한 모든 레이싱카를 추월하며 2위로 올라선다. 그리고 오프로드 구간에서 메이터의 코칭을 받아 고전하는 프란체스코를 추월하여 1위로 올라선다. 한편 홀리 쉬프트웰이 악당들이 메이터로 향하는 것을 보고, 메이터에게 대피하라고 하는데, 메이터가 말하는 것이 맥퀸한테까지 들려서 레이스에 집중을 못하고 결국 프란체스코에게 1위를 내줬다가 2위로 골인한다. 결국 열받은 맥퀸은 메이터에게 따지다가 '아저씨 도움 필요 없어요! 도움 같은 거 필요 없다고요!'라고 폭언을 뱉는다. 기분이 상한 메이터가 남긴 집으로 떠나는 편지를 보자, '진짜 가라고 한 말은 아니었는데......'라고 죄책감을 느낀다. 이탈리아로 와서 루이지의 삼촌을 만나 메이터에게 폭언을 뱉은 사실을 털어놓으며 '누구나 싸울 수는 있지만, 친한 친구끼리는 어서 화해해라'라는 말을 듣는다.
월드 그랑프리 2차전. 아직도 메이터가 마음에 걸려서 표정이 좋지 않다. 옆에 있는 프란체스코가 친구를 만나고 싶어한다는 것을 알아 자신도 레이스를 할 때마다 어머니가 보고 싶다는 말을 한다. 프란체스코가 관중석에 어머니를 보여주고, 맥퀸도 기를 되찾는다. 한편 악당들이 레이싱카들을 폭파시킬려고 하는데, 간신히 프란체스코와 그 구역에서 벗어났다. 그 사이에 1등으로 골인을 하고 전광판에 사고가 난 것을 본다. 그러자 인터뷰에서 마지막 레이스에서 알리놀을 사용하겠다는 발언을 하고, 이를 본 악당들은 맥퀸을 없애려고 계략을 세운다. 그렇게 인터뷰가 끝나고, 레몬카 조직에 몰래 잠입했다가 탈출한 메이터의 목소리를 듣고 그쪽으로 다가갔지만, 레몬카 조직의 또 다른 견인트럭이었으며, 메이터가 잡혀간 것을 모른 채 갔다.
영국 런던에서 마지막 레이스. 피트에서 아직도 메이터와 얘기하고 싶은 마음에 있던 맥퀸에게 마일즈 액셀러로드가 찾아오고, '당신이 이겼으면 좋겠어요'라는 말을 듣고, 샐리에게도 '메이터도 우승하길 원할 거에요'라는 말을 들어 마지막 레이스를 치른다. 한편 빅 벤 안에 있는 악당들은 광선 카메라로 맥퀸을 쏘지만 폭발하지 않아 두 번째 작전을 세운다. 바로 피트에 폭탄을 설치하여 피트 인 할 때 폭파시킬려고 작전을 세운다. 하지만 알고보니 메이터가 맥퀸을 구하러 갈 것을 알고 메이터의 에어 필터에다가 폭탄을 설치했다. 맥퀸을 이 사실을 모른채 서킷에서 메이터에게 계속 붙으려고 한다. 이를 보는 준댑 교수는 폭파장치를 누를려고 하지만 재수 없게도 사정거리를 벗어난다. 그리고 설상가상의 위기에 놓이고, 레몬카 조직에게 잡힐려고 하지만, 라디에이터 스프링스 주민들과 핀, 홀리의 도움으로 산다. 하지만 폭탄은 제거가 되지 않은 상태. 메이터가 마일즈가 범인이라는 것을 알고 따라가서 마일즈가 범인임을 밝혀낸다. 이렇게 맥퀸은 앞으로 모든 시합에 메이터도 같이 가자고 했다. 그리고 라디에이터 스프링스에서 월드 그랑프리 선수들과 경주를 하는 것으로 엔딩.

### 카3
1편처럼 주인공으로 나온다.